# Thérèse Brulé
Thérèse Brulé (gift Herckelbout), född 19 december 1897 i Saint-Dié-des-Vosges, död 10 juli 1987 i Paris, var en fransk friidrottare med hoppgrenar som huvudgren. Brulé blev bronsmedaljör vid den första damolympiaden 1921 och var en pionjär inom damidrott.

## Biografi

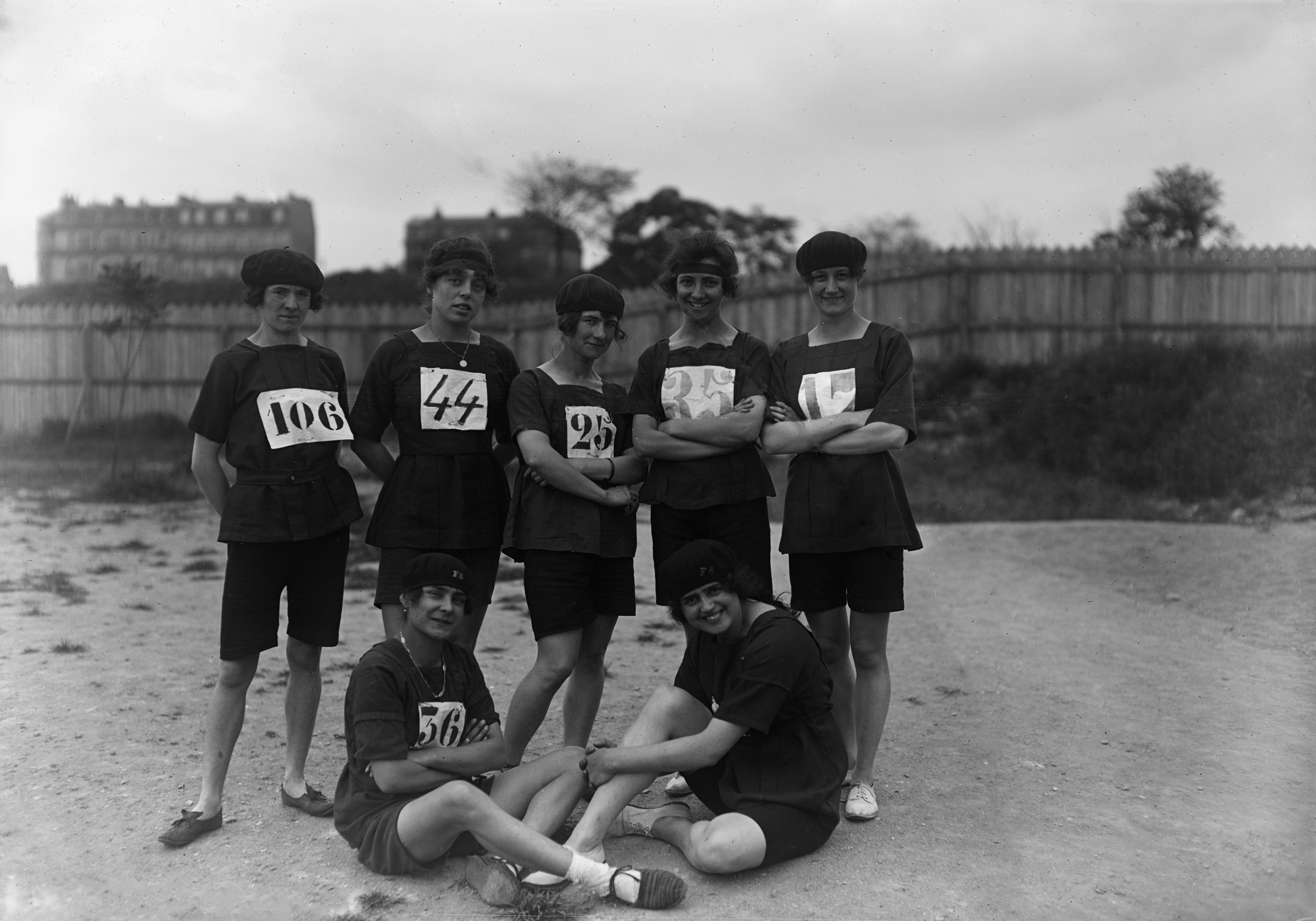
Fémina Sport 1920, bl.a. Suzanne Liébrard (44), Germaine Delapierre (25), Lucie Cadiès (35), Thérèse Brulé (17), Lucie Bréard (36)

Thérèse Brulé föddes i Frankrike, i ungdomstiden var hon aktiv friidrottare och var en av grundarna till kvinnoidrottsföreningen Fémina Sport (grundad 27 juli 1912) i Paris. Hon tävlade främst i hoppgrenar men var även aktiv i löpning och längdhopp. Hon var också aktiv som fotbollsspelare. Hon var yrkesverksam som maskinskriverska.
Vid de franska mästerskapen 15 juli 1917 (de första för damer) på stadium Porte de Brancio i Paris tog hon guldmedalj i löpning 80 meter och 400 meter, höjdhopp och höjdhopp utan ansats samt silvermedalj i längdhopp utan ansats och bronsmedalj i längdhopp. Hennes prestationer i löpning var franska rekord.
1917 bildade Fémina Sport även första franska fotbollsdamlaget. Den första dokumenterade matchen spelades 30 september mellan Femina lag A och Femina lag B med Suzanne Liébrard och Thérèse Brulé som respektive lagkaptener.
Den 7 juli 1918 tog hon åter fransk mästartitel i höjdhopp utan ansats vid tävlingar på Jean-Bouinstadion i Paris. Hon tog även silvermedalj i löpning 80 meter och 300 meter och längdhopp samt bronsmedalj i höjdhopp.
Vid mästerskapen 29 juni 1919 blev hon bronsmedaljör i häcklöpning, höjdhopp och längdhopp och placerade sig på fjärde plats i löpning 80 meter och längdhopp utan ansats samt sjätte plats i löpning 300 meter.
1920 ingick hon i det kombinationslag (med Jeanne Brulé, Chatelut, Defigier, Germaine Delapierre, Jeanne Janiaud, Louise Ourry, Carmen Pomiès från Fémina Sport, Lévêque från "Les Sportives de Paris" och lagkapten Madeleine Bracquemond, Geneviève Laloz, Thérèse Laloz, Rigal, Rimbaux, A. Trotmann, J. Trotmann, Viani från "En Avant Paris") som spelade den första internationella matchen i damfotboll 30 april  mot engelska "Dick, Kerr's Ladies FC" i England.
Vid mästerskapen 11 juli 1920 på Elisabethstadion i Paris blev hon åter guldmedaljör i höjdhopp och höjdhopp utan ansats och tog silvermedalj i häcklöpning och längdhopp. Hennes prestationer i höjdhopp blev åter franskt rekord.
Brulé deltog i Damolympiaden 1921 i Monte Carlo, under idrottsspelen tog hon bronsmedalj i häcklöpning samt silvermedalj i stafettlöpning 4 x 200 meter (med Lucie Bréard, Germaine Delapierre, Thérèse Brulé som tredje löpare och Suzanne Liébrard). Den 7 augusti samma år satte hon franskt rekord i stafettlöpning 4 x 100 meter (med Lucie Bréard, Suzanne Liébrard och Cécile Maugars) vid tävlingar på Pershingstadion i Paris.
1922 deltog hon vid de andra Monte Carlospelen där hon tog bronsmedalj i stafettlöpning 4 x 175 m (med Cécile Maugars, Germaine Darreau, Brulé som tredje löpare och Thérèse Renaut).
1923 deltog hon vid de sista Monte Carlospelen där hon tog bronsmedalj i häcklöpning (efter Ivy Lowman och Hermance Maes). 
Senare drog Brulé sig tillbaka från tävlingslivet.